# 印前打样

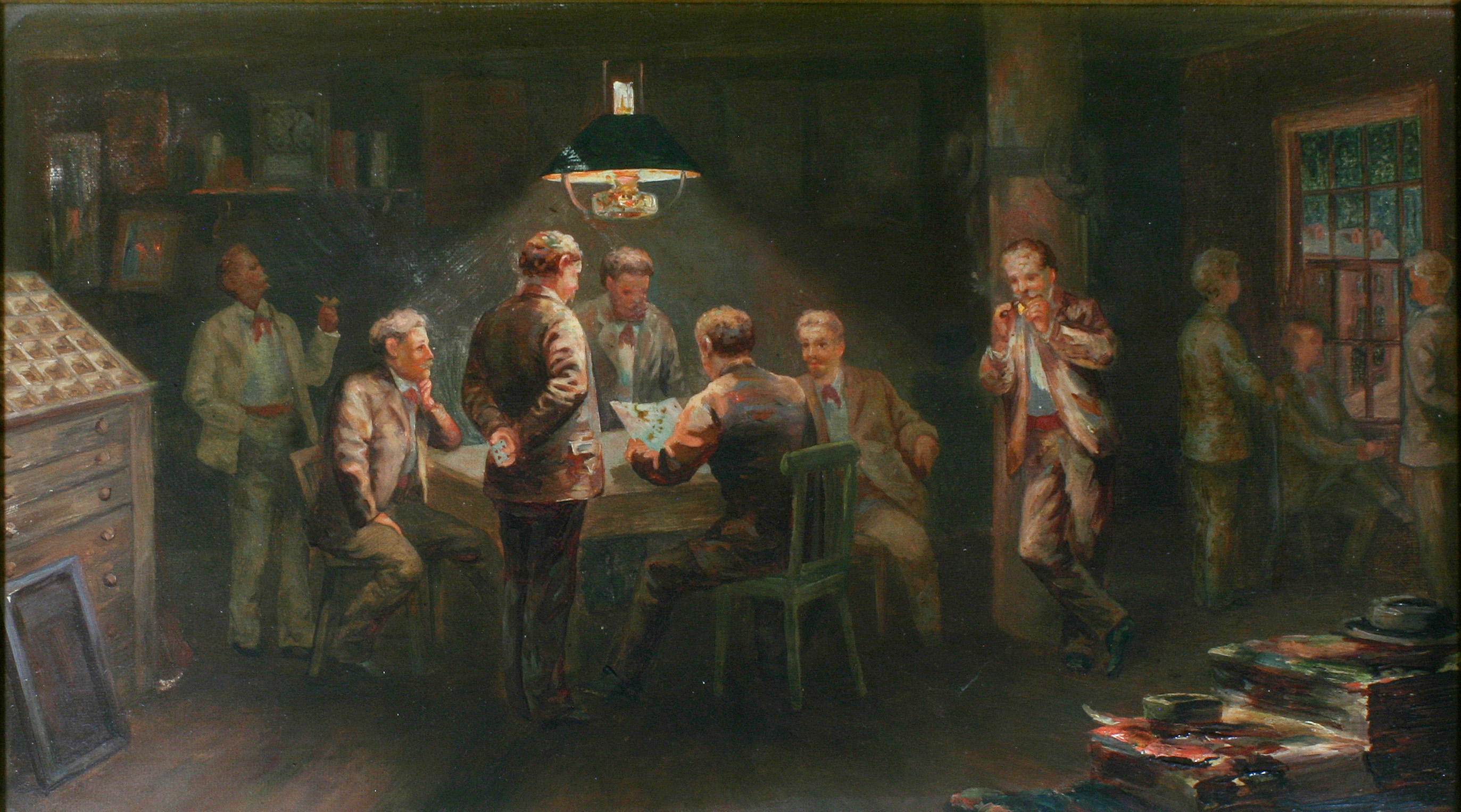
印前打样（20世纪）

印前打样是指印刷廠在正式批量印刷前給客戶的樣稿。客戶確定後印刷廠再根據樣稿印刷。如果不打樣的話，印刷廠要是在印刷过程中发现错误，纠正这些错误以及返工可能代价高昂，而且等於浪費印刷廠的印刷時間。